# Ezoteryka (album)
Ezoteryka – pierwszy album studyjny polskiego rapera Quebonafide. Wydawnictwo ukazało się 27 marca 2015 roku nakładem należącej do rapera oficyny QueQuality w dystrybucji Step Records. Dzień przed premierą album został udostępniony w formie digital stream na kanale YouTube QueQuality.
Produkcji nagrań podjęli się: Chris Carson, Sherlock, SoulPete, Matheo, Eljot Sounds, Essex, TEKEN, O.S.T.R., Ka-Meal, RiskZero oraz Bob Air. Z kolei wśród gości na płycie znaleźli się m.in.: duet Dwa Sławy oraz raperzy Kuba Knap i Ten Typ Mes. Natomiast scratche wykonali: związany z zespołem Polskie Karate – DJ Flip, twórca solowy – DJ Ike, członek formacji Rap Addix – DJ Ace oraz DJ Klasyk, który współpracował z Quebonafide podczas realizacji poprzednich albumów rapera.
Materiał był promowany teledyskami do utworów „Hype”, „Carnival”, „Trip”, „Voodoo”, „Kyrie Eleison”, „Powszechny i śmiertelny”, „Ile mogłem”, „Pareidolia” oraz „Jackass”. W przedsprzedaży do zamówionego albumu został dołączony bezpłatny mixtape zatytułowany Erotyka.
Album zadebiutował na 1. miejscu polskiej listy przebojów – OLiS i utrzymywał się na niej przez 11 tygodni. We wrześniu 2015 uzyskał certyfikat złotej płyty, a siedem lat później – platynowej. Album był na 23. miejscu najlepiej sprzedających się polskich albumów.

## Nagrody i wyróżnienia
| Rok  | Kategoria  | Nagroda/Konkurs           | Nota      | Źródło |
| ---- | ---------- | ------------------------- | --------- | ------ |
| 2015 | Płyta roku | Onet – Najlepsi 2015      | Nominacja | [ 20 ] |
| 2016 | Album roku | Plebiscyt Hip-hop & WuDoo | Nominacja | [ 21 ] |

## Lista utworów
Opracowano na podstawie materiału źródłowego. 
| Nr  | Tytuł utworu                                                     | Tekst                                            | Producent                    | Długość |
| --- | ---------------------------------------------------------------- | ------------------------------------------------ | ---------------------------- | ------- |
| 1.  | „Hype”                                                           | Kuba Grabowski                                   | Chris Carson                 | 4:21    |
| 2.  | „Ile mogłem” (gościnnie K-Leah)                                  | K. Grabowski                                     | Foux                         | 2:53    |
| 3.  | „Paulo Coelho”                                                   | K. Grabowski                                     | Sherlock                     | 4:11    |
| 4.  | „Harry Angel”                                                    | K. Grabowski                                     | prod. Soulpete, cuty DJ Flip | 3:56    |
| 5.  | „Voodoo”                                                         | K. Grabowski                                     | Matheo                       | 3:00    |
| 6.  | „Tarot” (gościnnie Justyna Kuśmierczyk)                          | K. Grabowski                                     | Eljot Sounds                 | 4:17    |
| 7.  | „Ciuchy, kobiety...” (gościnnie Sitek, Dwa Sławy i Rasmentalism) | K. Grabowski · Adrian Kryński · Arkadiusz Sitarz | Chris Carson                 | 5:33    |
| 8.  | „Carnival”                                                       | K. Grabowski                                     | Essex                        | 3:03    |
| 9.  | „Żadnych zmartwień” (gościnnie Kuba Knap i Kuban)                | K. Grabowski · Jakub Kiełbiński · Jakub Knap     | Ka-Meal                      | 5:08    |
| 10. | „Powszechny i śmiertelny”                                        | K. Grabowski                                     | Teken                        | 3:33    |
| 11. | „Światłowstręt”                                                  | K. Grabowski                                     | O.S.T.R. · DJ Ike            | 3:52    |
| 12. | „Kyrie Eleison” (gościnnie Guzior)                               | K. Grabowski · Mateusz Bluza                     | Ka-Meal · DJ Ace             | 4:36    |
| 13. | „Trip”                                                           | K. Grabowski                                     | Teken                        | 4:04    |
| 14. | „Ciernie” (gościnnie Deys)                                       | K. Grabowski · Dawid Czerwiak                    | RiskZero                     | 5:25    |
| 15. | „Vanilla Sky” (gościnnie Ten Typ Mes)                            | K. Grabowski · Piotr Szmidt                      | Bob Air · DJ Klasyk          | 3:51    |
|     |                                                                  |                                                  |                              | 1:01:43 |

Sample
- W utworze „Żadnych zmartwień” wykorzystano sample z piosenki „Sailing to Byzantium” w wykonaniu Aesthesys[22].

- W utworze „Trip” wykorzystano sample z piosenki „Baby Baby” w wykonaniu zespołu Corona[23].

- W utworze „Ciernie” wykorzystano sample z piosenki „Waiting All Night” w wykonaniu zespołu Rudimental[24].

| Erotyka Mixtape |
| --- |
| 1. „Sukces? (Errata)” (produkcja: Lanek) 2. „Cotidie Morimur” (produkcja: Foux) 3. „Ciuchy, Kobiety...” (remix: SB Maffija) 4. „Jackass” (produkcja: Lanek, scratche: DJ Danek) 5. „Pareidolia” (produkcja: Ka-Meal) 6. „House Of Cards” (gościnnie: K-Leah, produkcja: Foux) 7. „Imponderabilia” (produkcja: SoulPete) 8. „Pijmy Wino Za Kolegów” (gościnnie: K-Leah, Cywinsky, produkcja: Foux) 9. „Voodoo Remix” (gościnnie: VNM, Guzior, Kuban) 10. „Solipsyzm” (produkcja: MVZR) 11. „Ciernie” (gościnnie: Deys, remix: Walchuck) 12. „Loki” (gościnnie: Kartky, produkcja: Deemz) 13. „Jackass” (remix: Foux, scratche: DJ Danek) |

## Sprzedaż

### Pozycje w notowaniach OLiS
OLiS jest ogólnopolskim notowaniem, tworzonym przez agencję TNS Polska na podstawie sprzedaży albumów muzycznych na nośnikach fizycznych (nie uwzględnia zatem informacji o pobraniach w formacie digital download czy odtworzeniach w serwisach streamingowych).
| Tydzień | 1 | 2  | 3  | 4  | 5  | 6  | 7  | 8  | 9  | 10 | 11 |
| ------- | - | -- | -- | -- | -- | -- | -- | -- | -- | -- | -- |
| Pozycja | 1 | 14 | 12 | 25 | 29 | 32 | 33 | 45 | 43 | 44 | 41 |

| Miesiąc     | Pozycja |
| ----------- | ------- |
| Marzec 2015 | 6       |

| Rok  | Pozycja |
| ---- | ------- |
| 2015 | 41      |

### Certyfikaty ZPAV
Certyfikaty sprzedaży są wystawiane przez Związek Producentów Audio-Video za osiągnięcie określonej liczby sprzedanych egzemplarzy, obliczanej na podstawie kupionych kopii fizycznych i cyfrowych, a także odtworzeń w serwisach streamingowych.
| Certyfikat      | Liczba egzemplarzy | Data             |        |
| --------------- | ------------------ | ---------------- | ------ |
| złota płyta     | 15 000+            | 16 września 2015 | [ 17 ] |
| platynowa płyta | 30 000+            | 7 września 2022  | [ 18 ] |